# Костромской государственный драматический театр имени А. Н. Островского
Костромской государственный драматический театр имени А. Н. Островского — драматический театр, один из старейших театров России.

## История
Основан в 1808 году. В 1812 году в Кострому из Москвы был эвакуирован Московский императорский театр, который оказал огромное влияние на культуру города и заложил основу театральных традиций. Здание театра было построено в 1863 году и сохранилось до наших дней практически в неизменном виде, является прекрасным примером классической архитектуры наряду с такими зданиями Костромы, как Пожарная каланча и дом Борщова.
За многие годы в театральных постановках участвовали многие знаменитые актёры: Михаил Щепкин, Мария Ермолова, Валентина Федотова. Начиная с 1854 года, на сцене театра впервые в провинции были поставлены пьесы Александра Островского. Во многом благодаря этому театру в 1923 году было присвоено имя известного драматурга. В театре поставлены все пьесы Островского, кроме «Пучины». В 1967 году напротив главного входа в театр был установлен бюст драматурга работы скульптора Н. Е. Саркисова, перенесённый из музея-усадьбы А. Н. Островского «Щелыково».
В 1983 году театр награждён орденом Трудового Красного Знамени, в 1999 году получил статус государственного.
С 1973 года раз в пять лет в театре проходил Всероссийский театральный фестиваль «Дни Островского в Костроме», с 2008 года он стал ежегодным.
В 2025 году коллективу Костромского театра имени А. Н. Островского объявлена Благодарность Президента Российской Федерации.
Полное наименование — Областное государственное бюджетное учреждение культуры «Костромской государственный ордена Трудового Красного Знамени драматический театр имени А.Н. Островского».

## Труппа

### Народные артисты России
- Ирина Аркадьева (1979—2016)
- Святослав Астафьев (1945—1963)
- Эмиляно Очагавия (1977—2016)
- Владислав Гостищев (1970—2024)
- Татьяна Никитина (с 1976 года)

### Заслуженные артисты России
- Надежда Залесова
- Анна Заварихина
- Игорь Гниденко
- Алексей Галушко

### Заслуженные артисты Костромской области
- Дмитрий Рябов
- Нина Маврина
- Александр Кирпичёв
- Наталья Иншакова

### Артисты
- Сергей Чайка
- Иван Поляков
- Антонина Павлова
- Анастасия Краснова
- Всеволод Ерёмин
- Евгения Некрасова
- Оксана Меркулова
- Татьяна Ноздрина (заслуженный работник культуры Костромской области)
- Андрей Щелкунов
- Анна Полицан
- Александр Соколов
- Денис Дубровкин
- Елизавета Камерлохер
- Тимур Бакиров
- Пётр Таширев
- Мария Петрова
- Андрей Москаленко
- Яна Смекаева
- Алексей Афончин
- Вячеслав Клычев
- Михаил Ломов
- Дмитрий Егоров
- Юлиана Богатова
- Галина Ананьина
- Станислав Ананьин
- Алёна Голубева
- Никита Шихов
- Егор Кащеев
- Вячеслав Смильский

Режиссёр-постановщик и главный художник театра: Елена Владимировна Сафонова

## Награды
Лауреат премии администрации Костромской области в сфере театрального искусства им. А. Н. Островского в номинации «Лучшая сценография» за художественное оформление спектаклей:
- по итогам сезона 2020—2021 в номинации в номинации «Драматический спектакль. Большая форма. Лучшая работа сценографа» за сценографию к спектаклю «Карнавал в Вероне».
- «Лучшая сценография» за художественное оформление спектакля «Карнавал в Вероне» по пьесе Г. Горина.
- по итогам сезона 2019—2020 г. в номинации «Лучшая сценография» за художественное оформление спектакля «Маскарад» М. Ю. Лермонтова.
- по итогам сезона 2018—2019 г. в номинации «Лучшая сценография» за художественное оформление спектакля «Мария Стюарт» Ф. Шиллера.
- по итогам сезона 2017—2018 г. в номинации «Лучшая сценография» за художественное оформление спектакля «Тайны семьи Рейвенскрофт» Дона Нигро.
- по итогам сезона 2015—2016 гг. в номинации «Лучшая сценография» за художественное оформление спектакля «Капитанская дочка».
- по итогам сезона 2014—2015 гг. в номинации «Лучшая сценография» за художественное оформление спектакля «Наполеон и корсиканка» И. Губача
- по итогам сезона 2013—2014 гг. в номинации «Лучшая сценография» за художественное оформление спектакля «Дикарь» А. Касона.
- по итогам сезона 2012—2013 гг. в номинации «Лучшая сценография» за художественное оформление спектакля «Бесприданница» А. Н. Островского.

### Фестивали
IV Всероссийский театральный фестиваль «Старейшие театры России в Калуге» спектакль «Слуга двух господ» (2010)
- Диплом фестиваля в номинации «За талантливое сценическое озорство в освоении жанра дель арте» получили режиссер-постановщик спектакля Сергей Кузьмич и художник-постановщик Елена Сафонова.

Х Всероссийский театральный фестиваль «Дни Островского в Костроме» спектакль "Гроза (2011)
- Диплом фестиваля «За возрождение забытой красоты русского национального костюма» — Елена Сафонова и Вера Цыпляева за создание костюмов к спектаклю.

XII Всероссийский театральный фестиваль «Дни Островского в Костроме»
- Спектакли «Гроза», «Бесприданница» (2013) Диплом в номинации «Лучшая сценография».

XIV Всероссийский театральный фестиваль «Дни Островского в Костроме» спектакль «Не было ни гроша, да вдруг алтын» (2016)
- Диплом в номинации «Лучшее художественно-декорационное решение спектакля».

XV Всероссийский театральный фестиваль «Дни Островского в Костроме» спектакль «Невольницы» (2017)
- Диплом в номинации «Лучшая сценография».